# シャノン・リー
シャノン・リー (Shannon Lee)は、カナダのヴァイオリニスト。
ジュリアード音楽院に学び、ナウムバーグ国際ヴァイオリンコンクール第2位、インディアナポリス国際ヴァイオリンコンクール入賞、エリザベート王妃国際音楽コンクール第4位、仙台国際音楽コンクールで2位にそれぞれ入賞。フォンテック・レーベルから仙台国際音楽コンクールで入賞した記念のアルバムを2枚出している。